# Arcadia (astronave)
L'Arcadia è l'astronave di Capitan Harlock, il protagonista di diversi anime e manga di ambientazione fantascientifica creati da Leiji Matsumoto.
Ne esistono due versioni: la “Blu”, comparsa nella serie televisiva del 1978, e la “Verde”.

## Caratterizzazione
Nella saga di Capitan Harlock, l'Arcadia è la nave stellare più potente dell'universo, tecnologicamente superiore a tutte le altre del suo tempo. Essa diviene lo strumento con il quale difendere i suoi ideali. L'Arcadia viene considerata dall'autore Matsumoto come un vero e proprio personaggio che spesso gioca un ruolo da protagonista ma è comunque anche un luogo, una fortezza inespugnabile, simbolo di libertà e indipendenza.
Esiste in due diverse versioni, ognuna con un'origine differente proveniente da diverse serie. 

## Arcadia “Blu” (1978)
Progettata e costruita dal genio dell'ingegneria Tochiro Oyama, grande amico di Harlock, nella serie classica Capitan Harlock del 1978 ha la prua affusolata e molte decorazioni come un antico veliero. Nell'anime si vede la sua costruzione sul pianeta Hong Melder (Heavy Meldar nella serie in giapponese) attraverso un flashback del capitano.

## Arcadia “Verde” (dal 1982)
Nella seconda serie Capitan Harlock SSX: rotta verso l'infinito (1982-1983), e nel lungometraggio L'Arcadia della mia giovinezza, concepiti come prequel della serie precedente, la nave appare con un grande teschio e le tibie incrociate in rilievo sulla prua piatta, dall'aspetto più militare. Sempre costruita da Tochiro, questa volta però sulla Terra, proprio sotto il quartier generale dei nemici Umanoidi di Illumidus.
Quest'ultimo modello fu poi utilizzato in Capitan Harlock SSX: rotta verso l'infinito e nelle altre serie successive come in Harlock Saga - L'anello dei Nibelunghi (1999), in un cameo nel film Fire Force DNA Sights 999.9 (1998, pubblicato nel 2003) e in Space Pirate Captain Herlock - The Endless Odyssey (2002). In quest'ultima opera appare anche della prima serie ma solo in alcuni flashback, cosa che ha spinto molti appassionati a ritenere che la Verde sia addirittura l'evoluzione della Blu, anche se questo contrasta con l'ordine cronologico delle serie animate.

## Arcadia Verde “Death Shadow” (2001)
Nella serie Cosmowarrior Zero (2001), in cui l'Arcadia fa la sua comparsa con un ruolo secondario, torna il primo modello ma di color verde anziché blu, quasi priva di decorazioni e più militarizzata. Viene chiamata Death Shadow e tra le righe si intuisce che Tochiro sta portando avanti la costruzione della ben più potente Arcadia. Tuttavia, non esistendo all'interno delle numerose serie che riguardano Capitan Harlock un preciso accenno alla cronologia degli eventi, le due navi vengono considerate generalmente come due diverse forme di un unico personaggio.

## Arcadia Verde “Third Ship” (manga)
Nel manga "Capitan Harlock: Dimension Voyage" scritto da Leiji Matsumoto, nel volume 5 all'inizio del capitolo 21, La base su Venere, viene realizzata da Yattaran una nuova Arcadia denominata "Terza Nave" è un'evoluzione della verde. Si differenzia da questa in quanto possiede tre centrali di tiro su tre torrette sul ponte di coperta (l'arcadia verde ne possiede due), ha i motori carenati a forma conica più potenti ed è completamente nera, di questa versione esiste il modello in kit Hasegawa denominato Third Ship "terza nave" numero 64709 del 2014 in scala 1:1500.

## Dimensioni e design
Tutte le versioni inglobano nel loro disegno caratteristiche di navi del passato, come la poppa, che ricorda quella degli antichi galeoni o come i cannoni e l'alta torre di controllo, che ricordano quelli delle navi corazzate della Seconda Guerra Mondiale. Su entrambe sventola il Jolly Roger come da tradizione pirata. A parte l'effetto visivo, le caratteristiche tecniche di queste astronavi non emergono in maniera netta e descrittiva, soprattutto nella prima serie nella quale sono molto trascurate, contrastanti e ambigue. Questo accade perché l'autore racconta dei personaggi attraverso un forte simbolismo e non è interessato agli aspetti scientifici che sono invece il cardine della moderna fantascienza.
Lunghe circa 400 metri sono spinte da due enormi propulsori posti sotto il castello di poppa ma di tipologia incerta, anche se in alcuni casi vengono definiti motori atomici. Inoltre, almeno l'Arcadia "Verde", è fornita di una sorta di sistema di navigazione "extradimensionale" che permette i viaggi a lunga distanza nell'universo.

## Armamento
L'armamento principale è composto da torrette trinate, ogni torretta possiede tre distinti cannoni indipendenti nel movimento verticale, dette anche Bocche da Fuoco. Spesso sono chiamati anche cannoni Pulsar, emettono fasci di energia rossa simile al laser ma il loro funzionamento è incerto. L'Arcadia Verde ne possiede due sul ponte di coperta e una nella parte inferiore mentre l'Arcadia Blu ha solo le due Torrette superiori. L'arma secondaria è rappresentata da una sorta di lanciamissili con molte feritoie, posta in entrambi i casi alla base della torre di controllo. Emette fasci energetici simili a quelli dei cannoni ma molto più concentrati e veloci.
Sono presenti, inoltre, tubi lancia missili ben visibili nell'Arcadia Verde ai lati della prua, simili ai lancia siluri dei sottomarini, tre per lato. Per l'Arcadia Blu si presentano come una serie di portelli sulla fiancata, simili a quelli dei galeoni, almeno quattro per lato e possono sparare missili di vario genere; tali portelli sono presenti anche nell'Arcadia Verde ma non vengono utilizzati e non è certo che siano dei lanciamissili.
In caso di guasto al sistema di puntamento è possibile azionare le armi a mano puntando a vista dall'apposita cabina posta, in entrambe le astronavi, nel punto più alto della torre di controllo. Ricorda quasi le piattaforme di vedetta sugli alberi dei galeoni. Inoltre i pirati non temono di speronare gli avversari. A tale scopo l'Arcadia Blu è fornita di un gigantesco rostro a forma di lama di coltello ricurva e affilata che, all'occorrenza, viene fatto fuoriuscire dalla prua e con il quale è possibile perforare a fondo gli scafi nemici e squarciarli. L'Arcadia verde non è da meno in questa manovra, pur essendo priva del rostro, colpisce con la dura costolatura della sua prua, fornita dall'enorme spessore del teschio in rilievo.
Nella serie The Endless Odyssey anche l'Arcadia Verde appare dotata di un rostro estraibile, a forma di lama di coltello da caccia (che meglio si sposa con la linea più militaresca della nave). Questo particolare sembra rimarcare la volontà dell'autore di annullare le differenze tra le due astronavi per assecondare il concetto che esista un'unica Arcadia.
Per entrare nelle navi abbordate, i pirati usano degli appositi cordoni ombelicali formati da capsule, entro cui prendono posto i passeggeri, collegate all'Arcadia tramite tubi flessibili. Le capsule vengono sparate verso lo scafo nemico ed essendo dotate di una punta molto resistente, lo penetrano e successivamente si aprono lasciando uscire i passeggeri. Una volta rientrati le capsule vengono ritirate sull'Arcadia tramite i tubi flessibili.

## Interni
Gli ambienti interni dell'Arcadia sono in genere molto ampi, a partire dal grande Hangar in cui trovano posto i caccia spaziali Space Wolf (Lupi spaziali), essenziali per la difesa della nave dagli attacchi di piccoli veicoli e, allo stesso tempo, utili nell'attacco e nell'abbordaggio delle astronavi più grandi. Inoltre, vi sono stipati ricognitori variamente attrezzati a seconda delle necessità, tutti rigorosamente verniciati di bianco, rosso e blu.
Il ponte di comando è posto sulla torre di controllo, con grandi vetrate dalle quali si può gettare uno sguardo dai cannoni superiori fino alla prua e allo spazio circostante. Al suo interno si trovano tutte le varie postazioni utili al governo della nave come il controllo dei radar e degli altri sistemi di rilevamento e comunicazione, parte del sistema di puntamento, sistemi di navigazione e grandi schermi che proiettano rotte e immagini di vascelli o pianeti individuati dai sensori. Al centro del ponte, di fronte alla poltrona del Capitano, è situata la ruota di controllo del timone, identica a quella dei galeoni, che permette di guidare manualmente l'astronave.
Altri ambienti importanti sono la grande sala macchine, in cui i tecnici sono sempre al lavoro, l'infermeria, la cucina e le stanze dell'equipaggio allineate su un lungo corridoio sul cui pavimento i pirati amano riunirsi per partite a scacchi o per bere in compagnia. Le stanze del Capitano si trovano nel castello di poppa, con grandi vetrate che proiettano luce gialla nello spazio.
La sala del computer riveste un ruolo d'importanza simbolica. Nell'Arcadia Verde, Tochiro Oyama lavora spesso all'enorme computer, che lui descrive come "il più potente dell'universo". In punto di morte, egli trasferisce misteriosamente il proprio spirito all'interno del computer, e da quel momento in avanti, è in grado di prendere il controllo della nave (potere che esercita solo in alcune circostanze).

Come un vascello fantasma, l'Arcadia acquista un proprio pensiero, trema se ha paura e a volte, prende decisioni liberamente. Harlock spesso si affida al suo amico, nei momenti più difficili e la sala computer è per lui come un tempio in cui sfogare le proprie paure e indecisioni.

## Arcadia “Death Shadow” del film del 2013
Nel film del 2013, l'universo di Harlock viene completamente riscritto, e quindi anche le origini dell'Arcadia: qui è l'ultima rimasta di quattro navi da guerra classe Death Shadow costruite dalla Federazione Gaia ed affidate ad Harlock, all'epoca facente parte della Gaia Fleet. L'Arcadia e le sue sorelle sono presentate come la flotta più potente ed avanzata realizzata fino a quel momento (mantenendone quindi il ruolo di supremazia tecnologica sulle altre navi in circolo), e sono state fabbricate in collaborazione con la razza aliena dei Nibelunghi, i quali le dotarono di avanzatissimi motori a Dark Matter (letteralmente "materia oscura") che donano ai vascelli autonomia illimitata e proprietà autoriparatrici; il funzionamento stesso dei motori e la possibilità di maneggiarli sono un mistero accessibile solo ai Nibelunghi stessi, di cui l'ultima superstite è Meeme (nel film in veste proprio di macchinista dell'Arcadia). Nel periodo al servizio della Gaia Fleet, l'Arcadia ha un aspetto molto simile alla versione blu, con prua allungata e torrette di cannoni, ma è grigia. Durante la rivolta di Harlock, le tre navi compagne vengono distrutte e l'Arcadia stessa viene esposta dal capitano alla Dark Matter, causandone una violenta trasformazione: l'aspetto si avvicina di più alla versione verde, ma è di colore nero, la prua è completamente sagomata a forma di teschio con le tibie e la parte superiore dello scafo richiama una lunga colonna vertebrale; inoltre la nave ottiene l'innaturale proprietà di rendere immortale il proprio equipaggio, in particolare Harlock stesso, finché il motore a Dark Matter rimane attivo. Infine, la materia oscura avvolge il vascello come una densa nube nera, il che rende questa versione dell'Arcadia la più lugubre e funerea, più simile ad una nave fantasma spaziale.
Un punto cardine della storia originale che il lungometraggio modifica profondamente è il ruolo di Tochiro Oyama, che non è più il progettista e costruttore dell'Arcadia ma ne è solo un ufficiale al servizio di Harlock, di cui rimane il migliore amico; fu comunque lui a sancire il patto coi Nibelunghi che ne permise la realizzazione, ed è l'ultimo a morire durante la rivolta. Come nella versione originale, Harlock si ritira nella Sala Computer a dialogare col defunto amico, ma data l'ambiguità del film non è chiaro se Tochiro sia realmente vivo nel computer come nelle precedenti versioni o solo frutto della paranoia del capitano. Alcuni punti sembrano tuttavia sostenere la teoria della reincarnazione di Tochiro, come la sua capacità di movimento autonomo in caso di bisogno. 
Pur variando in molti aspetti, l'Arcadia del film mantiene alcuni punti fermi, come la ruota del timone di foggia seicentesca e il jolly roger del capitano sventolante sulla poppa ampia e decorata.